# Ошка област
Ошка област (на киргизки: Ош областы) е една от 7-те области на Киргизстан. Площ 29 200 km² (4-то място по големина в Киргизстан, 14,6% от нейната площ). Население на 1 януари 2019 г. 1 341 900 души (най-голяма по население в Киргизстан, 21,1% от нейното население). Административен център град Ош, който е град с републиканско подчинение и административно не влиза в състава на областта. Разстояние от Бишкек до Ош 625 km.

## Историческа справка
Трите града в областта (без град Ош, който е с републиканско подчинение) Узген, Кара-Суу и Ноокат са признати за такива съответно през 1927, 1960 и 2003 г. Ошка област е образувана на 21 ноември 1939 г. На 27 януари 1959 г. към нея е присъединена територията на закритата Джалалабадска област, а на 14 декември 1990 г. същата е образувана вторично в старите си граници. На 13 октомври 1999 г. от 3-те западни района на Ошка област е образувана Баткенска област.

## Географска характеристика
Ошка област заема южната част на Киргизстан. На изток граничи с Китай, на юг – с Таджикистан, на северозапад – с Узбекистан, на запад – с Баткенска област, на север – с Джалалабадска област и на североизток – с Наринска област. В тези си граници заема площ от 29 200 km² (4-то място по големина в Киргизстан, 14,6% от нейната площ, без територията на град Ош, която е 185 km²). Дължина от североизток на югозапад 300 km, ширина от северозапад на югоизток 150 km.
Територията на областта е разположена в пределите на планинските системи на Западен Тяншан и Памиро-Алай. Североизточната част на областта е заета от дългите и обширни югозападни склонове на Ферганския хребет (4818 m), а на запад се простира източната периферия на Ферганската котловина, заети от множество наносни конуси и обширни заравнени предпланински пространства носещи названието „адири“. На юг се извисяват двата мощни хребета на Памиро-Алай – Алайски (5051 m) и Заалайски с  връх Абу Али ибн Сина (Ленин) 7124 m, (39°20′35″ с. ш. 72°52′39″ и. д. / 39.343056° с. ш. 72.8775° и. д.), най-високата точка на областта и разположената между тях обширна и високопланинска (2200 – 3500 m) Алайска долина. Ошка област е богата на полезни изкопаеми: каменни и кафяви въглища, нефт, горящи шисти, природен газ, антимон, живак, олово, каменна сол, строителни материали и др.
Климатът е рязко континентален, засушлив. На височина от 500 до 1000 – 1100 m средната януарска температура е -3 °C, а средната юлска 24 – 27 °C, годишна сума на валежите 500 mm, продължителността на вегетационния период (минимална денонощна температура 5 °C) 210 – 215 денонощия. В пределите на тези височини се намират основните обработваеми и напоявани земи на областта. На височина 2000 – 3000 m средната юлска температура е 11 – 18 °C, зимата е студена и продължителна, а годишната сума на валежите е 400 – 600 mm. Над 3000 m климатът е суров (средна юлска температура под 10 °C), с много малко денонощия с температура над 0 °C.
Речната система на Ошка област принадлежи към 3 водосборни басейна: Сърдаря (около 85%от територията на областта), Амударя (около 12%) и Тарим (около 3%). Главната река в областта е Карадаря (лява съставяща на Сърдаря), която тече от югоизток на северозапад през нея и получава многобройни притоци стичащи се от Ферганския (десни притоци) и Алайския хребет (леви притоци). На юг през Алайската долина заедно със своите къси и бурни притоци стичащи се от Алайския (5051 m) и Заалайския хребет протича река Къзълсу, от басейна Амударя, а в крайната югоизточна част на областта преминава горното течение на река Кьоксу, от басейна на Тарим.
В планините до 1500 m растителността е полупустинна (пелин, ефемери, солянка) развита върху сиви почви. Нагоре, до 3000 m са разпространени сухи планински степи, а след това ливадни степи върху планински кестеняви и кафяви почви. По склоновете на Чаткалския и Ферганския хребет са развити орехово-плодни гори, съставени от диви плодови растения: гръцки орех, ябълка, шам Фъстък, бадем, череша, барбарис и др. На височина 3000 – 4000 m са развити субалпийски и алпийски пасища върху планинско ливадни почви. Животинският свят е разнообразен, като е представен от лисица, вълк, язовец, хермелин, кафява мечка, дива свиня, сърна, бодлокож, а по най-високите части – планински козел и снежен барс.

## Население, социално-икономически показатели
На 1 януари 2019 г. населението на Ошка област е наброявало 1 341 900 души (21,1% от населението на Киргизстан, без населението на град Ош, което е 270 400 души). Гъстота 46,0 души/km². Градско население 7,33%. Етнически състав: киргизи 68,65%, узбеки 27,95%, уйгури 1,01%, турци 0,99%, таджики 0,61% и др.

## Административно-териториално деление
В административно-териториално отношение Ошка област се дели на 7 административни района, 3 града с районно подчинение, селища от градски тип няма.
| Административен район | Площ (km²) | Население (2018 г.) | Административен център | Население (2018 г.) | Разстояние до Ош (в km) | Други градове и сгт с районно подчинение |
| --------------------- | ---------- | ------------------- | ---------------------- | ------------------- | ----------------------- | ---------------------------------------- |
| 1. Алайски            | 7582       | 84 700              | с. Гулча               | 21 708              | 91                      |                                          |
| 2. Аравански          | 1340       | 128 900             | с. ААраван             | 26 715              | 26                      |                                          |
| 3. Каракулджински     | 5712       | 98 100              | с. Кара Кулджа         | 12 000              | 81                      |                                          |
| 4. Кара-Сууски        | 3616       | 421 400             | гр. Кара-Суу           | 22 900              | 24                      |                                          |
| 5. Ноокатски          | 3179       | 283 400             | гр. Ноокат             | 16 600              | 38                      |                                          |
| 6. Узгенски           | 3400       | 267 200             | гр. Узген              | 58 800              | 51                      |                                          |
| 7. Чон-Алайски        | 4857       | 30 400              | с. Дороот Коргон       | 4726                | 294                     |                                          |